# کرونای چک
کرونای چک (به انگلیسی: Czech koruna) (به زبان بومی: koruna česká) با کد ایزوی CZK، یکای پول رایج در کشور جمهوری چک است. مسئولیت کنترل این یکای پول برعهدهٔ بانک ملی جمهوری چک قرار دارد.